# Абхазьке князівство
Абхазьке князівство  — феодальне князівство у Західній Грузії. Утворилося під час розпаду Імеретинського царства. Здобула повну незалежність після перемоги над Османською імперією 1806 році. 1810 року визнало протекторат Російської імперії. 1866 року самостійність Абхазії було скасовано.

## Історія
З приєднанням в XI ст. Абазгії, що тоді була частиною Абхазького царства, до єдиної Грузії, відбувається картвелізація абаззької знаті, з яких найпотужнішим став рід Чачба, який за грузинською традицією йменують Шервашидзе, а мегрелською — Шарашія.
У середині XII ст. абхазькі землі внаслідок реформ стають основою еріставства Цхумі. До 1243 року посаді еріставі обіймали представники роду Шервашидзе. За цим еріставство було приєднано Цотне Дадіані до Одіського еріставства. Разом з тим вплив роду Шервашидзе серед абхазьких кланів й племен зберігся. У 1330-х роках було здійснено спробу відвоювати еріставство Цхумі, але марно. У результаті влада Шервашидзе обмежилася колишньою Абазгією, їх резиденцією стало селище Зупу.
У 1412 році Аргунай Шервашидзе повернув своєму роду титул еріставі Сухум, але підпорядковувався роду Дадіані, представники якого носили титул еріставт-еріставі. Низка дослідників відраховує утворення Абхазького князівства від 1451 або 1459 року, коли владу отримав Рабія Шервашидзе, але ймовірно він носив абхазький титул аха, тобто верховного вождя та титул еріставі Цхумі. За іншою версія Абхазьке князівство постало 1463 року, коли імеретинський цар Георгій VIII в битві біля Чихорі зазнав поразки, а усі його васали отримали незалежність. При цьому еріставі Одіши стали зватися князь Мегрелії, але титул князь (незалежних правителів) не було надано Рабії. Разом з тим титул еріставі Цхумі стає фактично спадковим у його роду.
Послаблення Мегрелії після смерті князь  Левана I 1572 року і вторгнення османських військ до Абхазії у 1578 році, де було створено Сухумський еялет, змінили ситуацію. Беслако, аха абхазів, та його сини Карабей і Путу розпочали боротьбу проти загарбників, що завершилася 1580 року їх вигнанням. Послаблення Мегрелії й посилення Шервашидзе призвело до визнання близько 1600 року за ними титулу князья з боку Дадіані. З цього часу залежність Абхазького князівства від Мегрелії стала суто номінальною.
Абхазія постійно розширювалася на північ і північний схід. Незалежність політики абхазьких князья призвело у 1630-х роках до конфлікти з мегрельським князь Леваном II. В результаті поразки самостійність князів Абхазії втрачено. Але близько 1660 року Шервашидзе відновлюють незалежність і остаточно закріплюють за собою титул князь. За цим відбувається розширення меж князівства до річки Галідзга.
У 1680-х роках князь Зегнак розширив межі князівства до річки Інгурі. Після смерті останнього 1700 року Абхазьке князівство було розділено між 3 його синами — Ростомом (від Бзибі до Кодору), Джихетшіа (від Кодору до Галідзги), Квапу (від Галідзги до Інгурі). З цього часу формується нова політика відносин з Мегрелією. Ростом і його нащадки будуть проводити політику Зегнака, а Квапу та наступні князі його володіння, що отримало назву Самурзакано, стануть вірними васалами князів Мегрелії.
Доволі швидко Ростом приєднав землі свого брата Джихетшії, потім підкорив гірські клани Гечба і Марчанія. Проте 1701 року мусив визнати зверхність Османської імперії. З 1702 року починає війни проти Мегрелії, а в наступні роки до 1715 року активно втручається в внутрішню боротьбу в цьому князівстві. У 1711 року зазнав поразки від імеретинського царя Георгія VIII. Але подальша боротьба того з феодалами призвело до скасування цього статусу.
У 1703-1714 абхазькі сили опановують всією водною територією від Трабзона аж до Анапи, вони осаджують турецькі форту і укріплення в Мегрелії.
1723 року Абхазія знову визнає зверхність Османської імперії. Але вже у 1725 року абхази виступають проти загарбників і до 1728 року здобувають самостійність. В наступні роки Абхазьке князівство загалом діє спільно з Мегрелією.
З 1757 року внаслідок нової поразки Абхазія вкотре опиняється під зверхністю османів. Протягом 1760-х років абхазькі князі вели постійні війни проти Мегрелії і Імеретії. У війні Російської і Османської імперії цього часу підтримували останню. така ситуація послабила князівську владу, внаслідок чого потужні абхазькі роди стали напівнезалежними. 1770 року навіть довелося князь Зурабу Шервашидзе розділити владу з родом Дзяпш-Іпа.
У 1770—1780 року відбувається постійна боротьба проросійської і проосманської партій, доти владу не здобуває Келеш Ахмед-бей, претендент від османської імперії. Він та його син Аслан-бей до 1809 року ведуть запеклі війни проти російсько-мегрельських військ, що завершилося поразкою князь  Абхазії.
1810 року встановлюється протекторат Російської імперії над Абхазьким князівством. З цього часу посилюється російський вплив. Сафар Алі-бей, що посів трон завдяки росіянам, зберіг владу в прибережній смузі, тоді як прибуття загарбників зустріло спротив більшості абхазьких кланів. З 1813 року, по завершенні війн Росії на Кавказі, починається приборкання гірських абхазьких племен. Воно загалом триватиме до 1837 року. В ці роки численні абхазькі племена було депортовано до Османської імперії.
Водночас 1830 року зведено фортеці Гагра, Піцунда і бамбора, які було підпорядковано III відділенню Управління Чорноморської берегової лінії. Разом з тим влада абхазьких князь дедалі більше занепадає, оскільки вони спираються на російські війська.
У 1840 року було придушено повстання клану Маршан. У 1844 році князь Михайло Шервашидзе отримав дозвіл виселяти з Абхазії усіх осіб, яких він бажав небезпечними. зазвичай їх відправляли до внутрішніх російських губерній або Сибіру. У 1846 і 1850 роках населення Цебельди і Дала повставало, але придушено було росіянами.

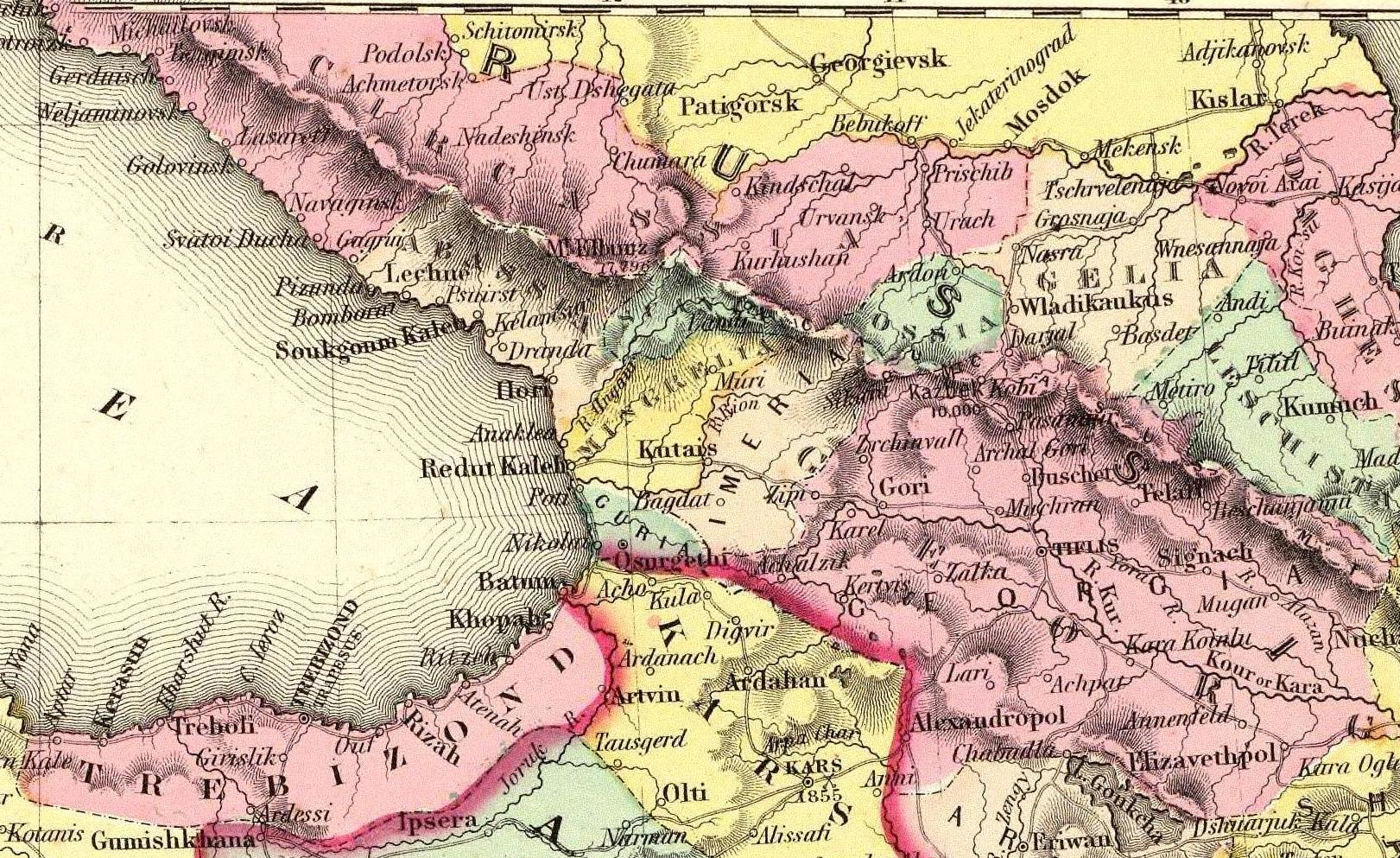
Абхазія (на мапі названо Абассією) у 1856 році

Несприйняття окупації призвело до того, що під час Кримської війни османські війська легко зайняли Сухумі та значну частину Абхазії. Навіть по завершенню війни гірські абхази протягом 1857—1860 років намагалися захопити фортеці Управління Чорноморської берегової лінії. 1864 року після завершення Кавказької війни російський уряд ухвалив рішення про ліквідацію князівства (було створено спеціальний Сухумський відділ) та депортацію роду Шервашидзе до внутрішніх районів Росії. 1866 року було придушено антиросійське повстання

## Устрій
На чолі стояв мтаварі, що мав вищу військову і суддівську владу. В політичній владі був обмежений головами (атауа) впливових кланів, особливо гірських племен, що часто не підпорядковувалися мтаварі, — Ачба (Анчабадзе), Емха (Емухварі), Дзяпш-Іпа, Інал-Іпа, Чабалурха. Марганія, Маршан, Лакірба та Чхотуа.
Абхазьке князівство було розділене на кілька областей: Бзибі (між річками Бзибь та Гуміста), що було безпосереднім володінням князя, Садні (грузинське: Джикеті, область Гагра-Адлер), Гума (між річками Гуміста та Кодорі) і Цабалдалі (Цебельда). Низже за атауа стояли азнаури
Втім основу становили 2 стани: феодалів і селян. Селяни поділялися на підстани: анхайу, амацурасгу, ахою та ахашала.

## Економіка
Основу становили сільське господарство і работоргівля, частково рибальство й ремісництво. У прибережних областях розвинене землеробство, у гірських — садівництво, виноробство, скотарство, бджільництво й мисливство. До XVII ст. вирощували переважно культуру гомі, а потім перевагу здобула кукурудза. Тривалий час вивозили мед, віск, рабів, дрібну рогату худобу, завозили — жито, олію, хутро, шкіру. До 1810 року монополістами фактично були османські торгівці.
До скарбниці князя сплачували податок на землю та вирощену продукцію, айбар (штрафи), торгівельні мита та добровільні пожертви.

## Культура
З VI ст. більшість населення сповідувало православ'я. Згодом тут утворився Абхазький католикосат з центром у Піцунді. З XVI ст. сюди проникає іслам, але невелика частка населення стає його прихильником. На початку XVIII ст. починають приймати іслам деякі мтаварі Абхазії. З 1780 до 1810 року усі таварі були мусульманами.